# Ticket to heaven
Ticket to Heaven (T2H) er et dansk ejet mærke, der er kendt for børnetøj, tasker, og overtøj til kvinder. T2H laver to hovedkollektioner hvert år - spring/summer og Autumn/Winter samt en Late Autumn kollektion med overgangsjakker m.m
Ticket to Heaven har både egne forretninger samt outlets, og forhandles desuden adskillige steder rundt omkring i tøjbutikker landet over.